# هارنی (نوادا)
هارنی (به انگلیسی: Harney) یک منطقهٔ مسکونی در ایالات متحده آمریکا است که در نوادا واقع شده است. هارنی ۱٬۴۵۶٫۰۵ متر بالاتر از سطح دریا قرار دارد.